# Initiative populaire « pour une assurance-maladie financièrement supportable »
L'initiative populaire  « pour une assurance-maladie financièrement supportable » appelée « initiative des caisses-maladie », est une initiative populaire suisse, rejetée par le peuple et les cantons le 16 février 1992.

## Contenu
L'initiative propose d'ajouter 5 alinéas à l'article 34bis de la Constitution fédérale afin de spécifier différents principes applicables à l'assurance maladie en Suisse ; elle prévoit également, sous la forme d'une disposition transitoire, d'augmenter fortement les subventions fédérales aux caisses-maladie.
Le texte complet de l'initiative peut être consulté sur le site de la Chancellerie fédérale.

## Déroulement

### Contexte historique
En Suisse, l'assurance-maladie et accidents est la plus ancienne assurance sociale au niveau fédéral ; en effet, l'article constitutionnel 34bis qui définit cette assurance existe depuis 1890. La loi d'application de cette mesure, quant à elle, date du 13 juin 1911 et, après un premier refus populaire le 20 mai 1900, a été approuvée en votation le 4 février 1912 ; elle n'a pas, jusqu'à cette proposition, subit de changements importants : elle définit une assurance-maladie individuelle, facultative et subventionnée et une assurance contre les accidents professionnels obligatoire pour les travailleurs, dont les frais sont partagés entre les employeurs et les salariés.
Bien qu'elle ne soit pas obligatoire, l'assurance maladie voit son succès aller en grandissant au fil des années : de 14 % de la population en 1915, le taux de personnes assurées passe à 48 % en 1945 et à 89 % en 1970. Sur le plan des prestations, ce sont les frais médico-pharmaceutiques qui augmentent fortement, faisant plus que doubler entre 1960 et 1970 par exemple.
À partir de 1970, les demandes de révisions de la loi sur l'assurance-maladie et l'assurance accidents se multiplient au Parlement : passage à une assurance obligatoire, création d'une assurance-maternité et d'une assurance familiale, le financement spécial des frais hospitaliers, révision du financement et des prestations sont autant de sujets qui sont demandés par les députés. Afin de faire le point sur ce sujet, le Conseil fédéral nomme, en février 1969, une commission de 50 membres ; celle-ci rend son rapport le 18 avril 1972 dans lequel elle préconise la création d'une assurance hospitalisation obligatoire, détachée de l'assurance maladie et financée par un relèvement des cotisations sociales ; cette proposition sera ultérieurement connue sous le nom de « modèle de Flims ». Sa publication provoque un vif débat duquel surgissent trois autres propositions (appelées « Modèle 1972 », « Modèle de Soleure » et « Modèle Grütli »).
Sur cet entre-faits, une initiative populaire « pour une meilleure assurance-maladie » est déposées par le Parti socialiste suisse en 1970 afin de rendre obligatoire l'assurance-maladie, l'assurance-maternité et l'assurance-accidents pour les travailleurs. Ni cette proposition, ni le contre-projet direct proposé par le gouvernement ne seront approuvés lors de la votation du 8 décembre 1974.
Immédiatement après ce double refus populaire, plusieurs parlementaires demandent une révision de la loi sur l'assurance-maladie ; sur cette base, le Conseil fédéral va former une nouvelle commission chargée de préparer une révision partielle de cette loi. Cette dernière rendra son rapport le 5 juillet 1977, rapport utilisé par le Conseil fédéral pour établir une proposition de loi qu'il présente le 19 août 1981 et qui, selon ses auteurs « se limite aux modifications considérées comme particulièrement urgentes » en élargissant le cercle des bénéficiaires, en étendant partiellement les prestations et en rendant obligatoire l'assurance perte de gain. Un nouveau refus populaire de révision partielle de l'assurance-maladie couronnera ces travaux le 6 décembre 1987.
Pendant la période de discussion sur la votation de la révision de 1987, le concordat des caisses-maladie suisses lance cette nouvelle initiative populaire non pas pour modifier l'organisation ou la couverture accordée par l'assurance-maladie, mais pour en maîtriser les coûts qui, selon les initiants, ont été multipliés par 6 depuis 1964 alors quel, dans le même temps, les subventions accordées par la Confédération baissaient.

### Récolte des signatures et dépôt de l'initiative
La récolte des 100 000 signatures nécessaires a débuté le 4 septembre 1984. Le 30 avril de l'année suivante, l'initiative a été déposée à la chancellerie fédérale qui l'a déclarée valide le 5 juillet avec un total de 390 273 signatures valides, représentant le nombre record de signatures obtenues pour une initiative.

### Discussions et recommandations des autorités
Le parlement et par le Conseil fédéral ont recommandé le rejet de cette initiative. Dans son messages aux Chambres fédérales, le gouvernement relève que les cinq alinéas ajoutés par l'initiative ne représentent pas le véritable objet de celle-ci, les principes énumérés correspondant déjà en grande partie aux pratiques actuelles. Il précise que cet élément se trouve dans la disposition transitoire qui forcerait la Confédération, en cas d'acceptation de l'initiative, à doubler au moins les subsides versés aux caisses-maladie. Le Conseil fédéral remet en cause la pertinence de cette mesure, jugeant la charge trop lourde pour les finances fédérales.
Un contre-projet indirect à cette initiative sera toutefois présenté sous la forme d'un arrêté fédéral du 23 mars 1990 qui augmente temporairement les subventions aux caisses-maladie.

### Votation
Soumise à la votation le 16 février 1992, l'initiative est refusée par 19 6/2 cantons (soit tous à l'exception de celui de Uri) et par 60,7 % des suffrages exprimés. Le tableau ci-dessous détaille les résultats par cantons :

## Effet
Déposée une année après cette initiative, une autre initiative populaire sur le même sujet est traitée à la suite du refus de celle-ci. Cette nouvelle proposition, faite par le Parti socialiste suisse et qui a pour double objectif de modifier totalement le système de l'assurance-maladie et de renforcer fortement la participation de la Confédération à son financement. Cette initiative sera à son tour repoussée le 4 décembre 1994.